# Prix de l’Académie nationale du cinéma
Der Prix de l’Académie nationale du cinéma war ein französischer Filmpreis, der von 1982 bis 1992 verliehen wurde. Die Auszeichnung wurde auf Initiative der Académie nationale du cinéma vergeben, der nationalen Filmakademie, die am 21. April 1982 unter der Leitung des Filmregisseurs Jean Delannoy ins Leben gerufen worden war. Unter den vierzig Gründungsmitgliedern, die aus den verschiedensten Bereichen der Filmindustrie stammten und der Akademie auf Lebenszeit angehörten, waren so bekannte Filmschaffende wie die Regisseure Marcel Carné, René Clément, Jean Dréville, Pierre Tchernia und Henri Verneuil, die Schauspieler Jean Marais, Michèle Morgan und Micheline Presle, der Kameramann Henri Alekan und der Szenenbildner Max Douy vertreten. Die Hauptaufgabe der Académie nationale du cinéma war die Auszeichnung der besten französischen Filmproduktion des Jahres, die in der Regel im Monat Dezember mit dem Grand Prix prämiert wurde. Zuletzt wurde der Grand Prix im Jahr 1992 an Claude Sautets Filmdrama Ein Herz im Winter verliehen. Ein Jahr später wurde die Académie nationale du cinéma aufgelöst.

## Preisträger
| Jahr | Titel                      | Deutscher Verleihtitel               | Regie                 |
| ---- | -------------------------- | ------------------------------------ | --------------------- |
| 1982 | L’honneur d’un capitaine   | Die Ehre eines Kapitäns              | Pierre Schoendoerffer |
| 1983 | Coup de foudre             | Entre Nous – Träume von Zärtlichkeit | Diane Kurys           |
| 1984 | La Diagonale du fou        | Gefährliche Züge                     | Richard Dembo         |
| 1985 | Trois hommes et un couffin | Drei Männer und ein Baby             | Coline Serreau        |
| 1986 | Jean de Florette           | Jean Florette                        | Claude Berri          |
| 1987 | Le grand chemin            | Am großen Weg                        | Jean-Loup Hubert      |
| 1988 | L’Ours                     | Der Bär                              | Jean-Jacques Annaud   |
| 1989 | Le Grand bleu              | Im Rausch der Tiefe                  | Luc Besson            |
| 1990 | Cyrano de Bergerac         | Cyrano von Bergerac                  | Jean-Paul Rappeneau   |
| 1991 | Mayrig                     | Mayrig – Heimat in der Fremde        | Henri Verneuil        |
| 1992 | Un cœur en hiver           | Ein Herz im Winter                   | Claude Sautet         |